# Gurkemeje
Gurkemeje (Curcuma Longa) er et krydderi. Den forhandles pulveriseret eller frisk som rhizom ("rod") fra en ingefærlignende plante. Den er kendt for sin stærke gule/gulorange farve og den stammer fra Indien.
Gurkemeje bruges blandt som ingrediens i blandingskrydderiet karry, men kan også bruges alene. Gurkemeje giver retten en gullig farve. Pulveriseret gurkemeje smager ikke af så meget, og også den friske rhizom er mildere end ingefær. Gurkemeje kan anvendes i fiskeretter og som tilsætning til almindelige ris, der skal være gule. Gurkemeje bruges ofte i stedet for safran for at give den gule farve. Gurkemeje er meget billigere end safran. Gurkemeje som farvestof (curcumin) har E-nummeret E-100. 

## Gurkemeje og curcumin i kosttilskud
Gurkemeje og curcumin bruges også i kosttilskud og kosmetik. Årlig salg af curcumin er steget siden 2012, hovedsageligt pga. en stigende popularitet som kosttilskud. To videnskabelige studier med kræftpatienter som indtog en høj dosis af curcumin (op til 8 gram om dagen i 3-4 måneder) viste ingen tegn på at curcumin skulle have nogle bivirkninger. Få testpersoner meldte dog om  lettere kvalme eller diarre.

## Forskning
En del videnskabelige studier har vist at curcumin bliver absorberet dårligt igennem oral indtag. Mange forskellige måder at forhøje stoffets optagelighed i kroppen er derfor blevet forsøgt. Disse inkluderer blandet andet bioperine, liposomes eller nanopartikler.

## Fare
Et studie fra 2019  har påvist at der snydes med farven i 7 ud af 9 gurkemeje producerende distrikter i Bangladesh, ved at tilføre det giftige farvestof blykromat (PbCrO4). Faren er ikke umiddelbart til stede i Danmark, da indholdet bliver testet ved import. Men i Bangladesh er det en god idé at være opmærksom på om der er gurkemeje i ens mad.